# Renzo Aneröd
Nils Renzo Mauriz Aneröd, född den 4 juli 1969 i Göteborg, är en svensk författare, krönikör och dokumentärfilmare.

## Biografi
Aneröd växte upp i ett arbetarhem i Örgryte, där idealen kretsade kring motorcyklar, hembränningsapparater och Olof Palme. Hans far var grovarbetare innan han på grund av psykisk sjukdom och arbetsskada blev sjukskriven medan modern periodvis var hemmafru och busschaufför. Aneröd påbörjade fordonsteknisk linje på gymnasiet men hoppade av skolan. Efter att ha läst in gymnasiebetygen studerade han bland annat sociologi på universitetsnivå. På fritiden spelade han i musikgrupper med inriktning mot punk och hårdrock, bland annat som frontfigur i gruppen Eld Attack Krossa. Musikintresset kom att leda till att han senare drev ett skivbolag. Han har även arbetat med arbetslösa ungdomar, med integrationsprojekt och föreläsningar mot rasism samt som självförsvarsinstruktör.
Under början av 2000-talet började Aneröd skriva böcker samt gjorde dokumentärfilmer som berörde de ämnen och fenomen han arbetat med tidigare. År 2010 började han på med projektet Searching for happiness, där två av hans dokumentärfilmer, Too big for the world och Thailandsdrömmar hade premiär  2017. Han är även krönikör och har skrivit i bland annat GT/Expressen, tidningen ETC och Sveriges Radio.

## Filmografi
- 2004 – Under en blågul himmel (regi och ljudtekniker)
- 2006 – Islams barn i folkhemmet (regi och manus)
- 2008 – Jag vill inte leva detta livet (regi)
- 2010 – För alltid patriot (regi och manus)
- 2016/2017 - Too big for the world (regi och producent)
- 2016/2017 - Thailandsdrömmar (regi och producent)

## Diskografi
EAK
- 1995 - Klass mot klass
- 1996 - Stolt (Stella Rossa)
- 1999 - Lust (MRN)

Samlingsskivor
- 1996 - Äggröran 2 (Ägg Tapes and Records) (Medverkande)
- 1997 - 100% Adrenalin [4] (MRN) (Utgivare och medverkande med bland andra Hoola Bandoola Band, Stefan Sundström och Refused)
- 1999 - Äggröran 3 (Ägg Tapes and Records) (Medverkande)
- 2000 - Vi håller inte käften [5] (MRN) (Utgivare och medverkande med bland andra Thåström, Petter och Hardcore Superstar)
- 2001 - Punkstad [6] (Ägg Tapes and Records) (Medverkande tillsammans med Peter Birro)
- 2005 - Endera Dan [7] (Troglydot Produktion) (Medverkande)

Utgivare
- 1997 - Den nakna sanningen, Sten och Stalin[8] (MRN)
- 1998 - Hammer Hill Click (MRN)
- 1999 - Mina herrar, Dan Berglund (MRN)

## Priser och utmärkelser
- "Artister mot nazister", 2004.
- "Publikens Pris", Gävle Filmfestival (Under en blågul himmel), 2004.
- Bästa dokumentär för Islams barn i folkhemmet (Children of Islam) vid DeREEL Independent Film Festival, Australien, 2008.[9]
- "ABF Göteborgs kulturpris, 2008. (Tillsammans med Bo Harringer.)
- "Silverpocket" för Vildsvinet, 2009.[10]
- Göteborgs stads kulturstipendium, 2010.
- "Royalbiografens vänner" stipendium 2010 (tillsammans med Bo Harringer).
- "Arvsfondens Guldkorn" (Jag vill inte leva detta livet), 2011.